# Pièce écrasée
 (juillet 2010).
Si vous disposez d'ouvrages ou d'articles de référence ou si vous connaissez des sites web de qualité traitant du thème abordé ici, merci de compléter l'article en donnant les références utiles à sa vérifiabilité et en les liant à la section « Notes et références ».
 (septembre 2011).

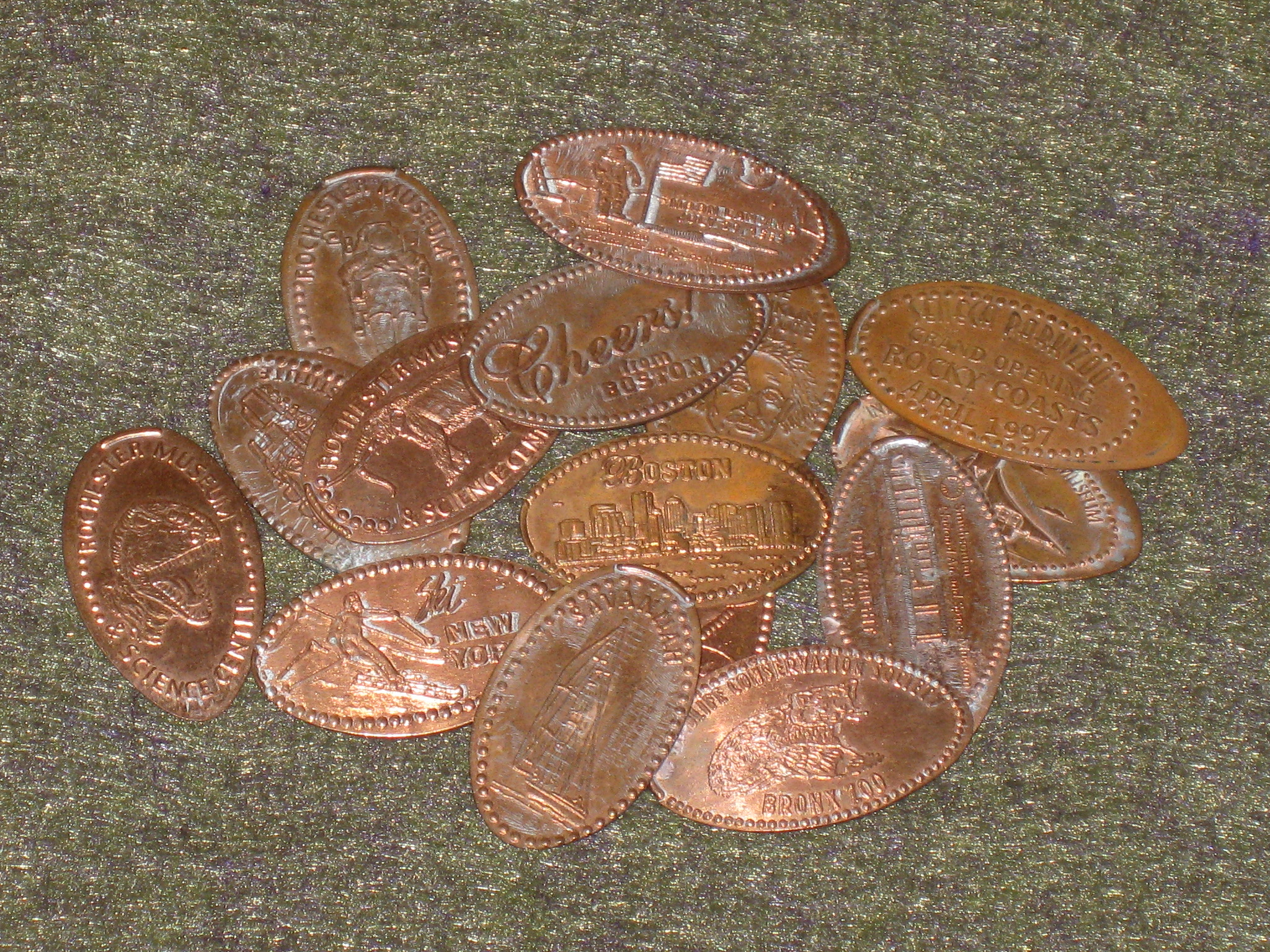
Collection de pièces écrasées

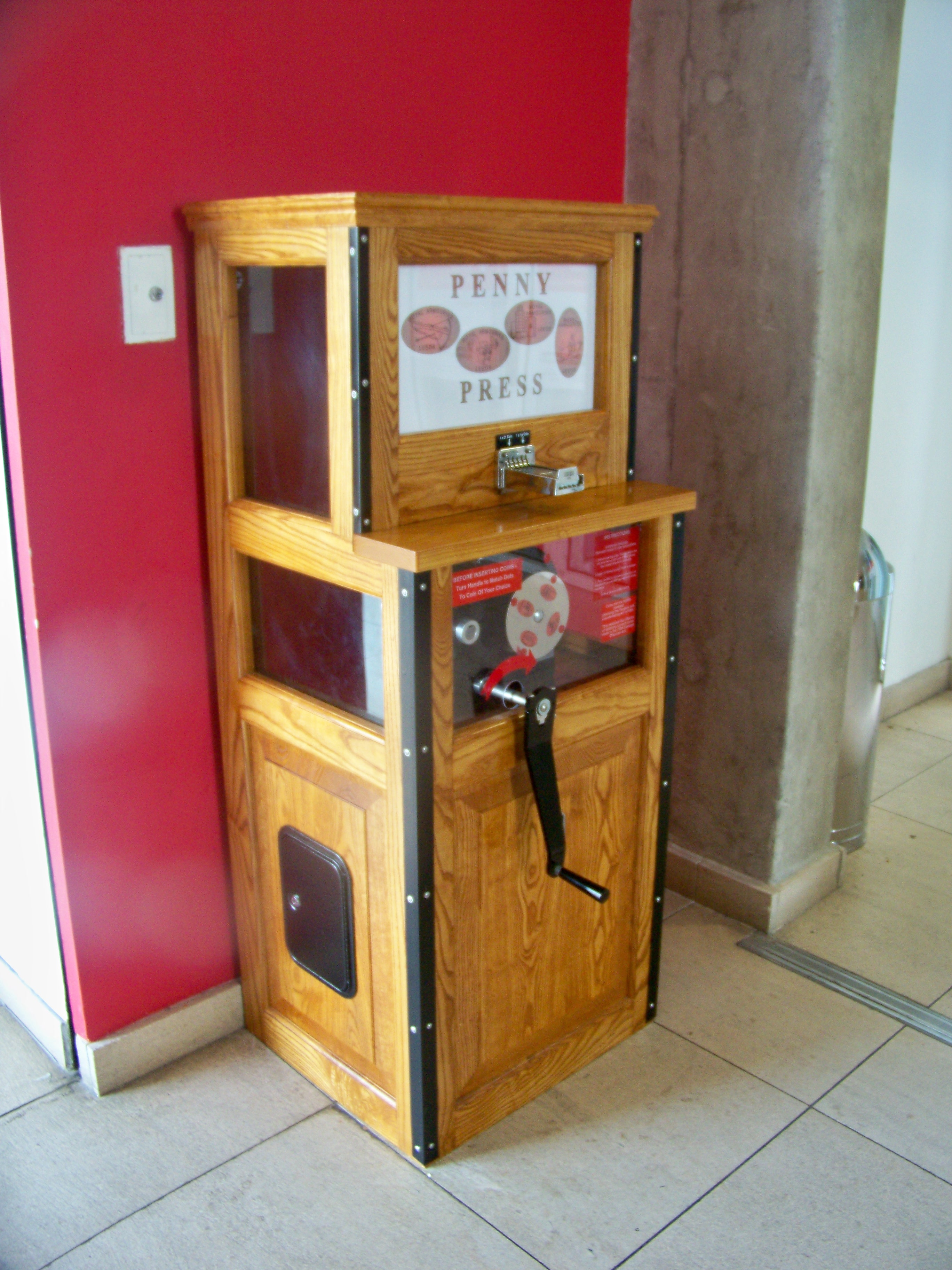
Une presse à penny au Royal Armouries Museum à Leeds. Cette machine produit des pièces écrasés avec des pièces de un penny.

Les pièces écrasées sont avant tout un souvenir, une collection, un objet original. Elles font partie de la paranumismatique.
Elles portent le nom de elongated coins en Amérique, penny souvenirs en Italie. 
Les premières pièces écrasées firent leur apparition lors de l'Exposition universelle de 1893 à Chicago.
Pour se procurer des pièces écrasées, beaucoup de sites touristiques dans le monde ont choisi de mettre en place dans leurs boutiques souvenirs une machine où il faut insérer en général une pièce de 1 euro et une pièce de 5 centimes pour les machines présentes en Europe[réf. souhaitée]. 
Une manivelle est présente sur la machine, le collectionneur doit tourner la manivelle pour écraser le centime qu'il a inséré et par la force d'écrasement de la matrice sur la pièce apparait un motif sur le centime qui est allongé pour avoir une longueur moyenne de 2,5 cm de long et 1,5 cm de large. Le site touristique ou un objet en rapport avec le site ou même une simple phrase apparait sur la pièce écrasée.
Certaines machines ne demandent pas la pièce de 5 centimes et la pièce souvenir sera alors gravée sur du métal doré qui ne perd pas de sa brillance par rapport aux autres qui, en cuivre, s'oxydent avec le temps si elles ne sont pas protégées rapidement.